# Van Bohemen

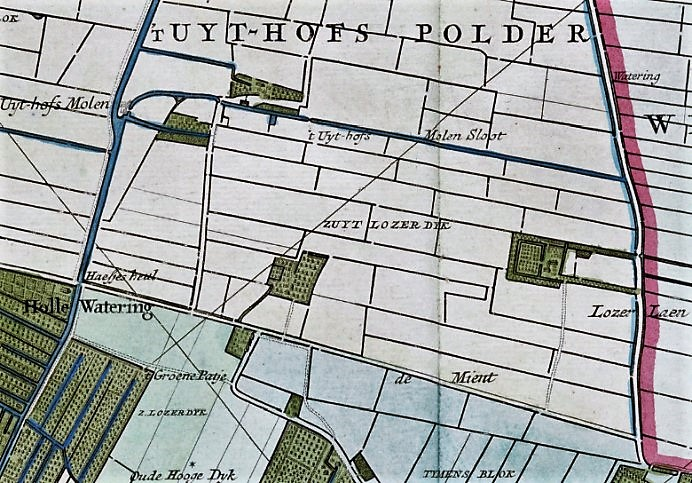
Zuidelijk deel van Uithofspolder met aan rechterzijde boerderij Vrederust.

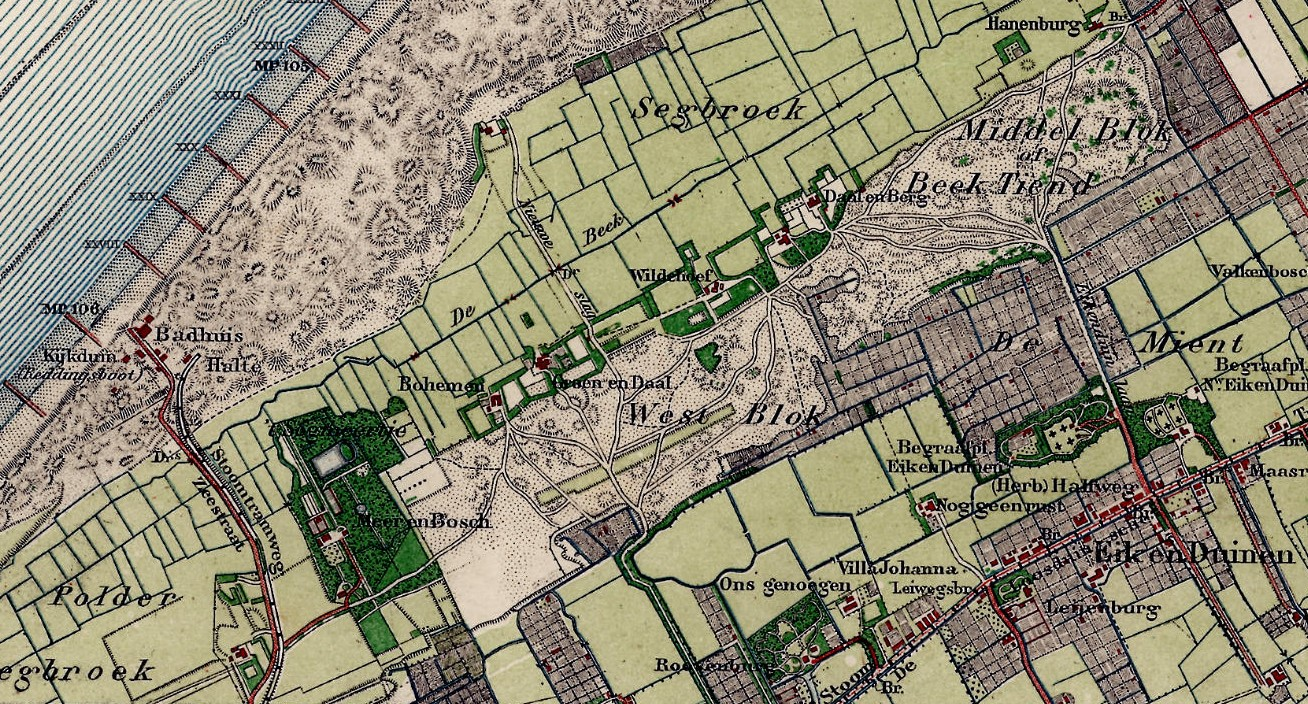
Topografisch kaart van 1898 met ligging van boerderij Bohemen op de lijn Kijkduin-Eikenduinen.

De geschiedenis van de familie Van Bohemen (ook wel: Van Boheemen) begint in de 15e eeuw in het toenmalige ambacht Monster.

## Stamvader
Stamvader Philip wordt omstreeks 1430 geboren. Zijn kleinzoon Sijmen Jan Philipsz. (ca. 1500 - ca. 1560) bezit een grote boerderij in de (West)-Looserdijckerpolder (nu Uithofspolder). Deze polder behoort sinds 1923 niet meer bij Monster, maar bij Den Haag.
De boerderij van Sijmen Jan Philipsz. die de naam Vrederust krijgt, moet in 1957 verdwijnen vanwege de aanleg van een nieuwe Haagse woonwijk. Deze wijk wordt Vrederust genoemd.
Op de voorgevel van de boerderij prijkte in de vorm van muurankers het jaartal 1593. In de constructie zijn aanwijzingen gevonden voor een eerdere bebouwing.

## Omvang van de familie
Stamvader Philip krijgt in de periode 1430-1650 60 nakomelingen, exclusief nakomelingen van dochters. Vrijwel iedereen woont dan op een boerderij in of nabij Monster.
In 2007 is in Nederland sprake van ongeveer 890 personen met de familienaam Van Bohemen of Van Boheemen. Een groot deel woont dan in de regio Den Haag; de rest redelijk verspreid over het land. Daarbij komen nog de familieleden die in het buitenland wonen, met name als gevolg van de emigratiegolf van kort na de Tweede Wereldoorlog.
De spellingswijzen Van Bohemen en Van Boheemen worden in vrijwel dezelfde mate gevoerd.

## Familienaam
Voor zover bekend komt de familienaam voor het eerst voor in een notariële akte uit 1632. Hierin wordt Dirk Jansz. van Bohemen genoemd als pachter van een boerderij in de Haagse Segbroekpolder. Deze boerderij die de naam Bohemen krijgt, wordt aan het einde van de Tweede Wereldoorlog afgebroken. De woonwijk die om de verdwenen boerderij wordt aangelegd, gaat Bohemen heten.
Eerder worden familieleden alleen met patroniemen genoemd. Een uitzondering daarop vormt een familietak waarvan twee generaties de familienaam Vercroft van een stief(groot)vader voeren.
Er is geen aanwijzing dat de familienaam Van Bohemen te maken heeft met een herkomst uit het voormalige koninkrijk Bohemen.
Er bestaat geen bloedverwantschap met de familie(s) die de naam Bohemen (zonder voorvoegsel ‘van’) voeren. Zij zijn nakomelingen van Joden die in de 18e eeuw vanuit Midden-Europa naar Nederland trekken.